# جوانه

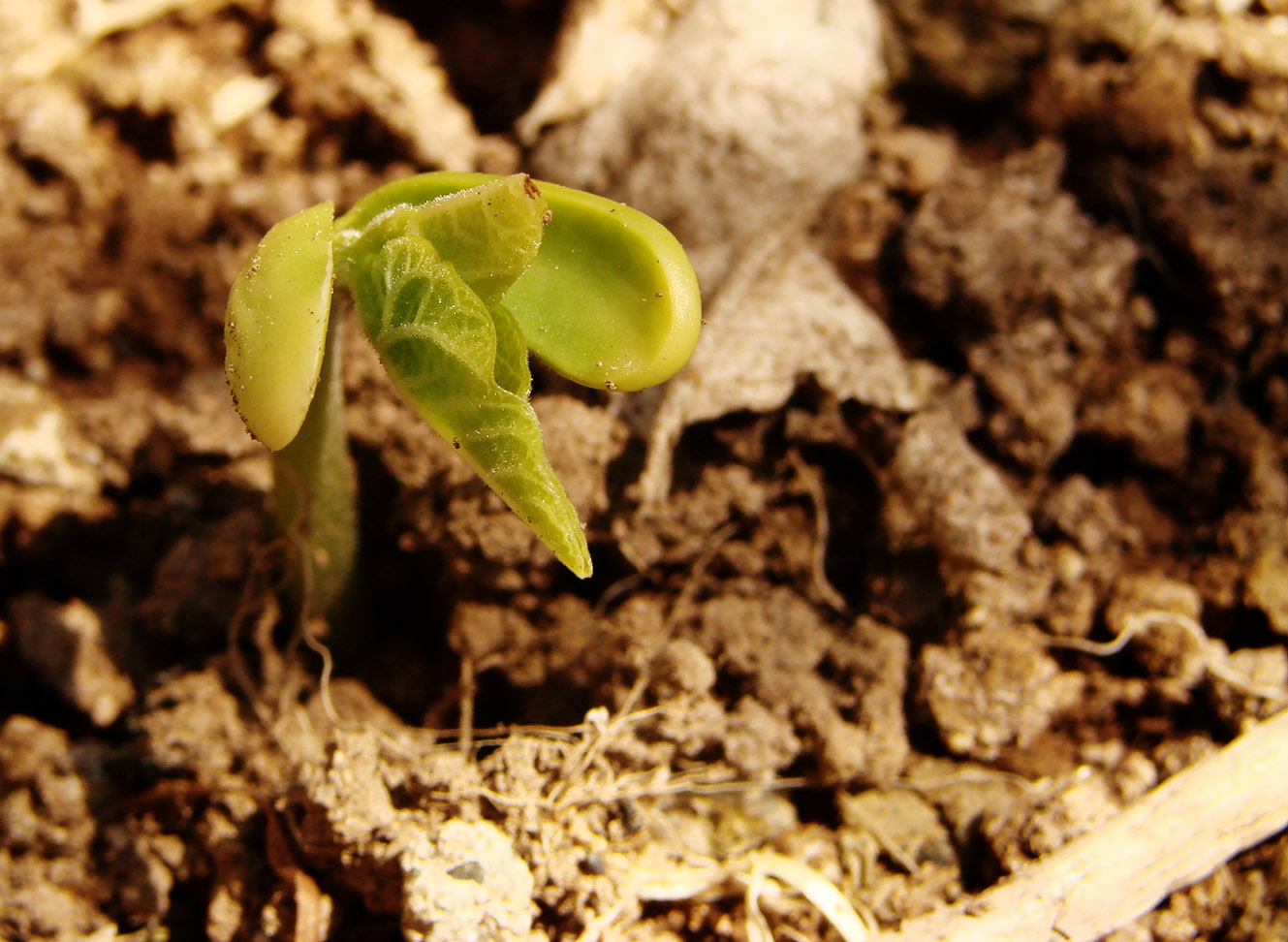
جوانه گیاه

جوانه مجموعه ای از سلوله های مریستمی نخستین است. همچنین برگ یا گل رشد نیافته یک گیاه نیز گفته می شود و بر دو نوع است:یکی جوانه گل و دیگری جوانه برگ. اگر پوست جوانه را بکنیم می‌توانیم گل‌ها و برگ‌هایی را که به‌طور فشرده در داخل ان به هم پیچیده‌اند ببینیم بعضی جوانه‌ها یا غنچه‌ها را می‌توان به عنوان غذا خورد مارچوبه کلم دلمه‌ای و کنگر فرنگی از جمله جوانه‌های خوراکی اند

## جوانه خوراکی
یکی از منابع پر ارزش غذایی است که در گذشته جزء رژیم غذایی ایرانیان قرار داشته‌است و گفته می‌شود بیست برابر گوشت ارزش غذایی دارد.

## نگارخانه

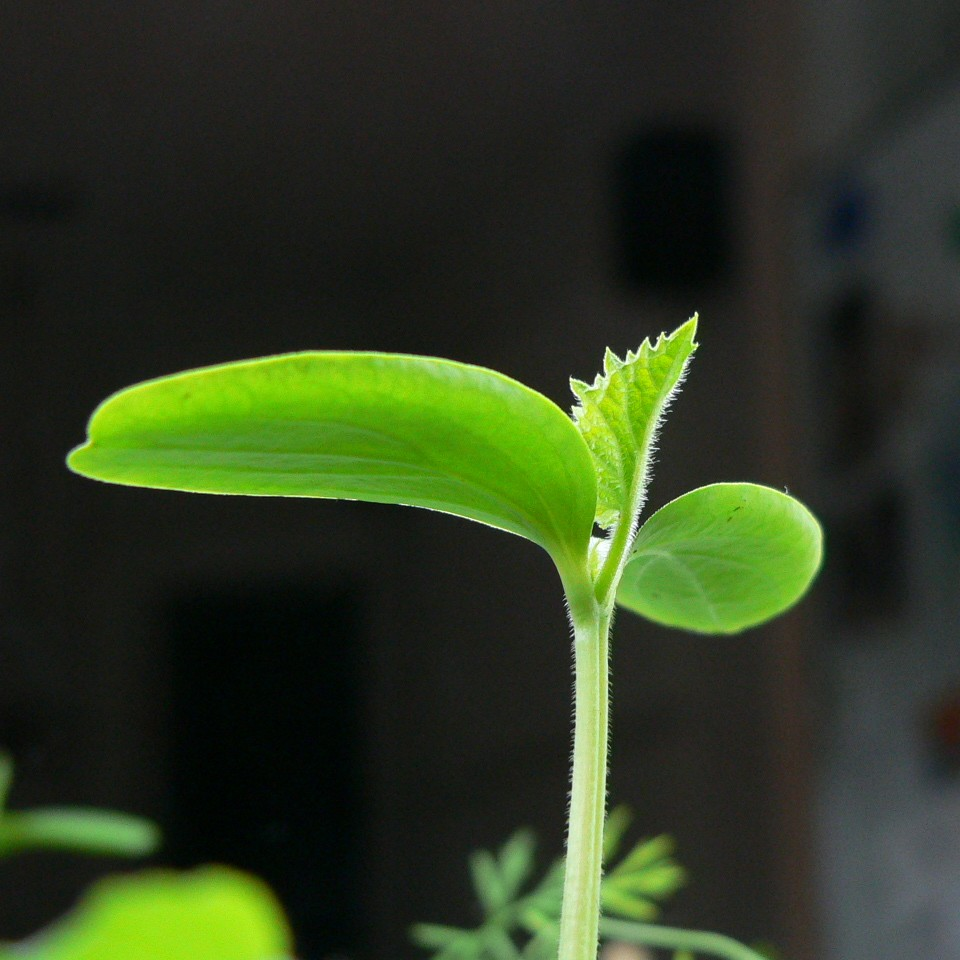
جوانه خیار
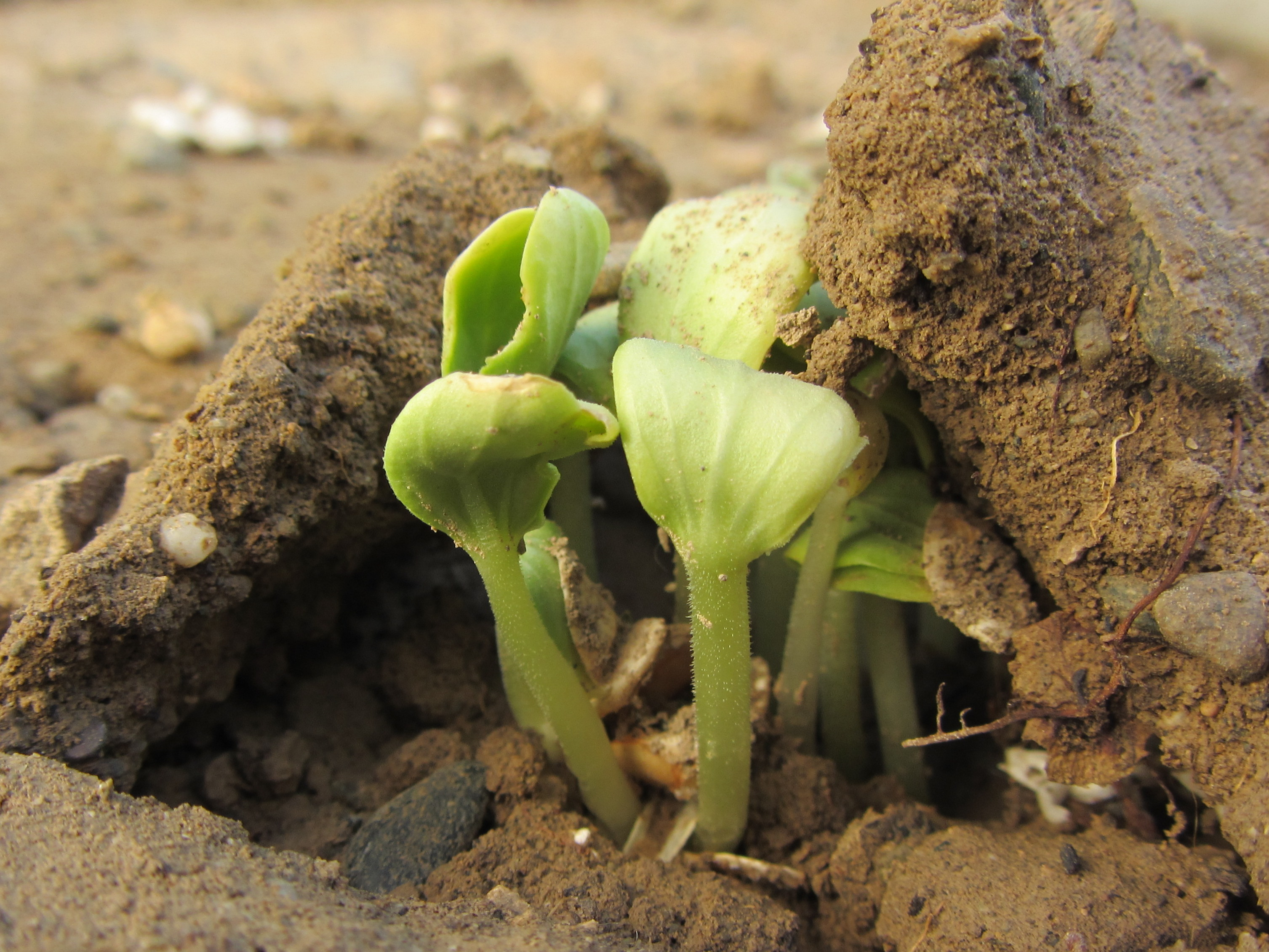
جوانه گرمک در حال سربرآوردن از خاک
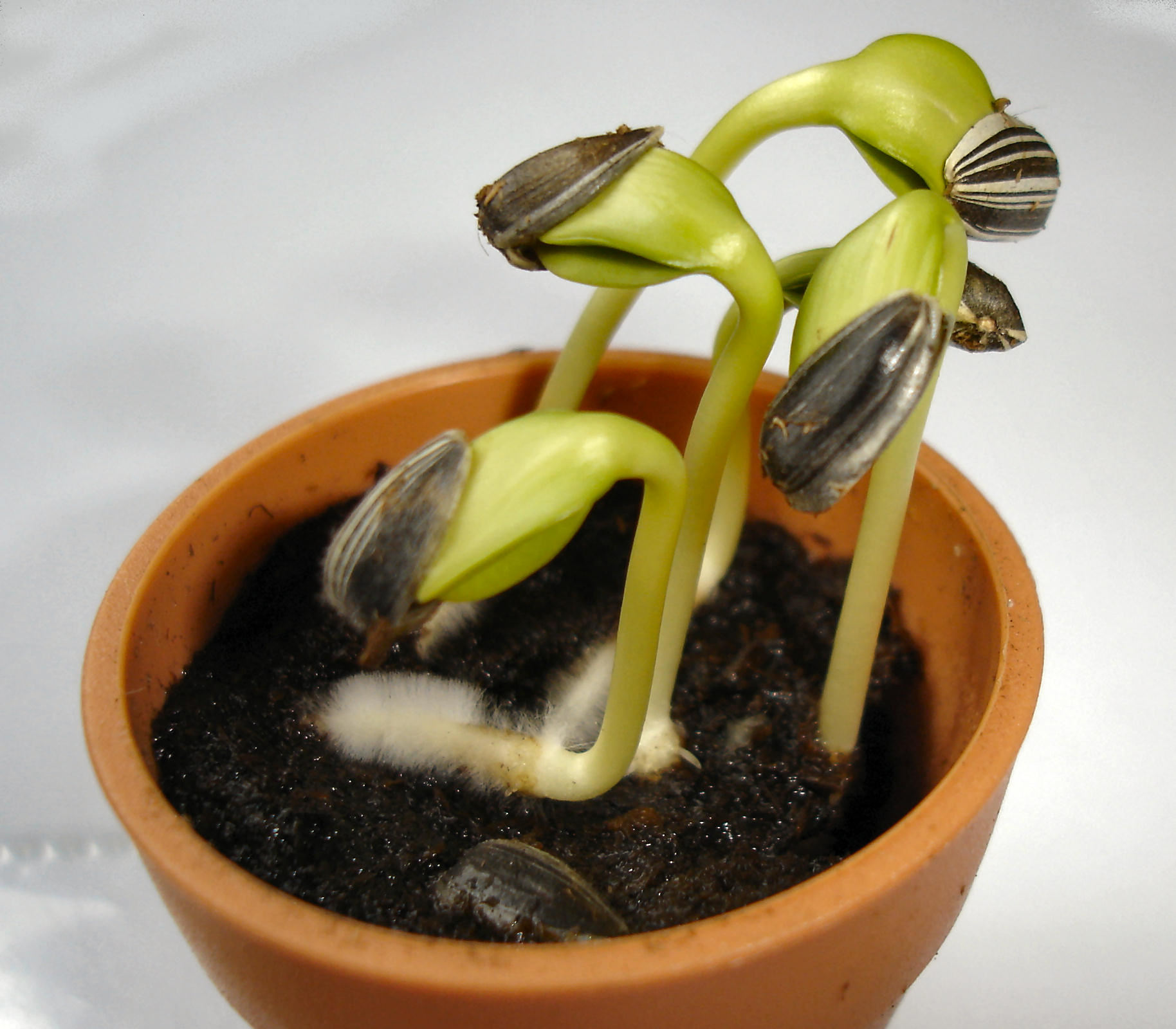
جوانه آفتابگردان
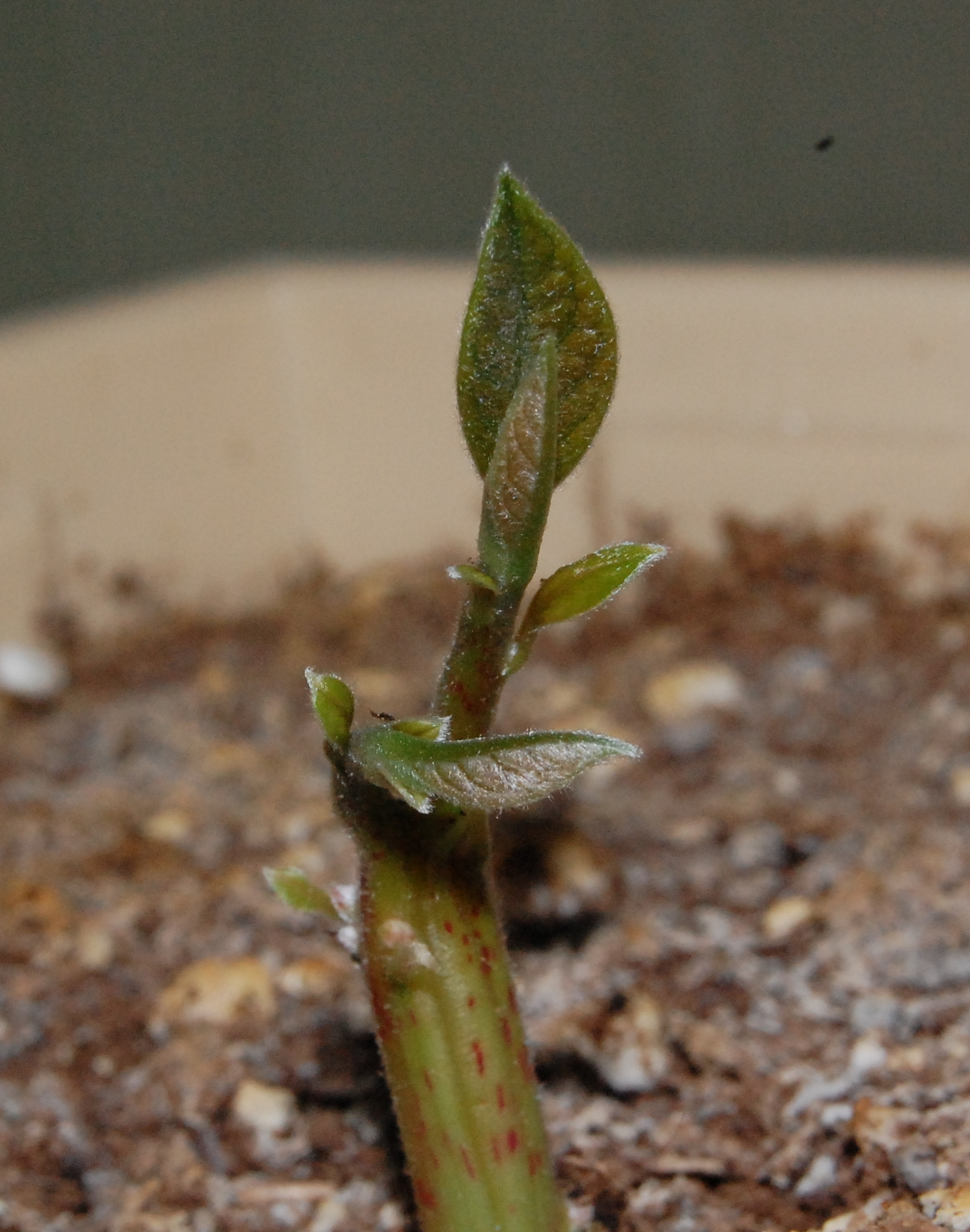
جوانه آووکادو